# Lihoury
Le Lihoury est une rivière du Pays basque français du département des Pyrénées-Atlantiques, dans la nouvelle région Nouvelle-Aquitaine, et un affluent de la Bidouze, donc un sous-affluent de l'Adour. Il arrose les coteaux du sud de l'Adour.

## Géographie
Il prend sa source au nord-ouest de la commune d'Iholdy, à 175 m d'altitude, entre les lieux-dits Bazterretxea et Harixtoberria.
De 45,8 km de longueur, il coule globalement du sud vers le nord.
Le Lihoury jette dans la Bidouze, en rive gauche, au nord-est de Bidache, à 4 m d'altitude.

### Communes et cantons traversés
Dans le seul département des Pyrénées-Atlantiques, le Lihoury traverse les huit communes suivantes, de l'amont vers l'aval, de Iholdy (source), Armendarits, Méharin, Amorots-Succos, Orègue, Bardos, Bidache, Came (confluence).
Soit en termes de cantons, le Lihoury prend source et conflue dans le même canton du Pays de Bidache, Amikuze et Ostibarre, longe le canton de Nive-Adour, le tout dans le seul arrondissement de Bayonne.

### Bassin versant
Le Lihoury traverse les cinq zones hydrographiques Q280, Q281, Q283, Q284, Q285 pour une superficie totale de 190 km2. ce bassin versant est constitué à 71,80 % de « territoires agricoles », à 27,90 % de « forêts et milieux semi-naturels », à 0,23 % de « territoires artificialisés ».

## Affluents
le Lihoury a quarante-et tronçons affluents référencés dont :
- le ruisseau Itharté
- Bras du Behobiko erreka
- Argazuriko erreka
- Xirritako erreka
- Bras du Laharan
- Othegiko erreka
- Isaakenbordako erreka
- Sustolako erreka
- Karabindegiko erreka
- ruisseau l'Arbéroue
- le Gelous
- arriou de Ménine
- la Pataréna
- l'Oyhanchoury

## Hydronymie
L'hydronyme Lihoury apparaît sous la forme
Lihurry (1863, dictionnaire topographique Béarn-Pays basque).